# Henri Ossebi
Pour les articles homonymes, voir Ossébi.
Henri Ossebi est un sociologue et homme politique congolais. Il est ambassadeur de la République du Congo à l'UNESCO depuis mai 2017.
Il fut ministre de l'Énergie et de l'hydraulique de 2011 à 2016.

## Biographie
Né à Gamboma, dans la région des Plateaux, Henri Ossebi fut professeur de sociologie à l'Université Marien-Ngouabi de Brazzaville.
De 2002 à 2009, il fut ministre de l'Enseignement supérieur, puis ministre de la Recherche scientifique de 2009 à 2011. En 2007, il fut élu député (PCT) de la circonscription d'Abala.
À partir du 12 décembre 2011, il est nommé ministre de l'Énergie et de l'hydraulique jusqu'au 30 avril 2016, date où il est remplacé par Serge Blaise Zoniaba.
Henri Ossebi est également le président du parti « Agir pour le Congo », appartenant à la majorité présidentielle,.
Le 8 mai 2017, il est nommé ambassadeur extraordinaire et plénipotentiaire de la République du Congo auprès de l'UNESCO,.

## Publications
- Affirmation ethnique et discours idéologique au Congo : essai d'interprétation, 1982, 22 p.
- Gabriel Gosselin (dir.) et Henri Ossébi (dir.), Les sociétés pluriculturelles, Paris, L'Harmattan, coll. « Logiques sociales », 1994, 143 p. (ISBN 2-7384-2483-X)
- Ethnicité, logiques partisanes et crises transitionnelles en Afrique : le cas du Congo, Dakar, CODESRIA, 1995, 19 p.
- Claude Beauchamp (dir.), « La sociologie africaine aujourd'hui : contexte, contraintes et perspectives identitaires », dans Démocratie, culture et développement en Afrique noire, Montréal, L'Harmattan, coll. « Logiques sociales », 1997 (ISBN 2894890257), p. 319-328
- « De la galère à la guerre : jeunes et « Cobras » dans les quartiers Nord de Brazzaville », Politique africaine, no 72 « Les deux Congos dans la guerre »,‎ décembre 1998, p. 17-33 (lire en ligne, consulté le 28 octobre 2015)